# Povo sherbro

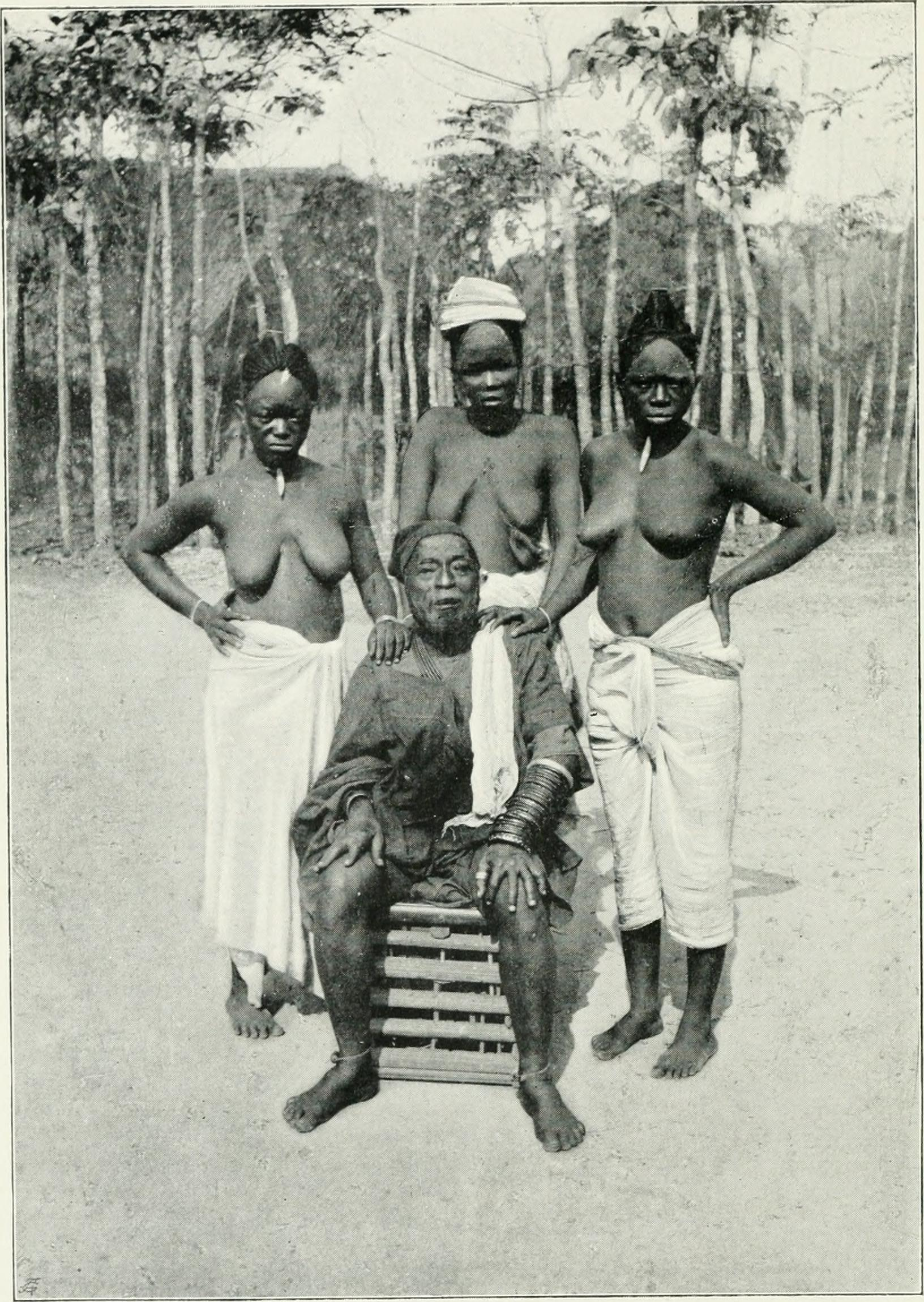
Pessoas Sherbro em sua aldeia.

O povo Sherbro é um povo nativo de Serra Leoa, que fala a língua Sherbro. Eles representam cerca de 1,9% da população do país, ou 134 606 pessoas, conforme dados de 2015. Os Sherbros são encontrados principalmente em sua terra natal, no distrito de Bonthe, onde constituem 40% da população, nas áreas costeiras do distrito de Moyamba e na área oeste de Serra Leoa, particularmente em Freetown. Durante os anos pré-coloniais, os Sherbros eram um dos grupos étnicos mais dominantes em Serra Leoa, mas no início do século XXI, passaram a ser uma pequena minoria no país.